# Истиаза

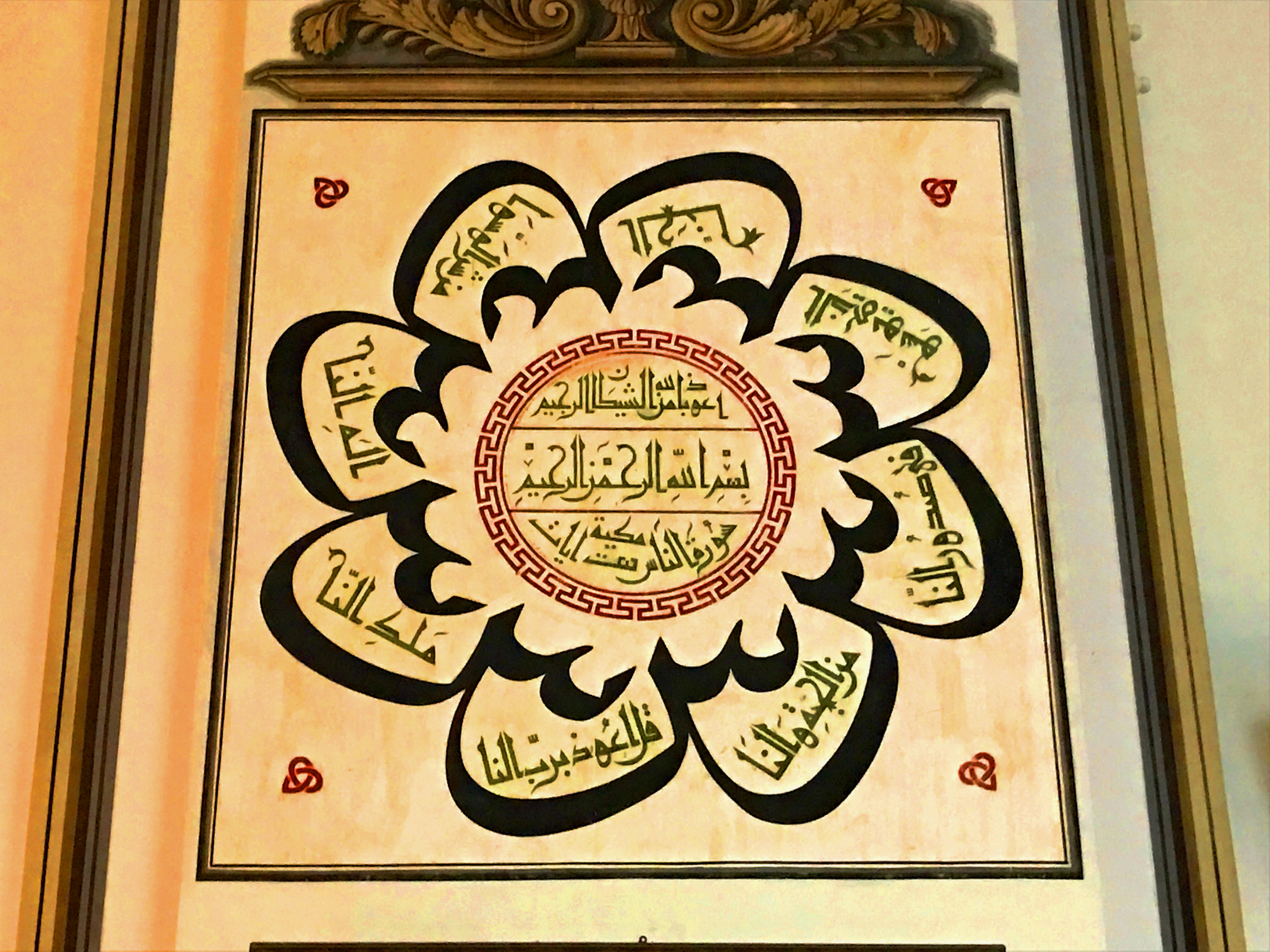
Истиаза, басмала и текст суры ан-Нас в мечети Улу-Джами в Бурсе.

Истиа́за (араб. إِسْتِعَاذَة‎), та'авуз — одна из мусульманских молитв, мольба к Аллаху о защите и покровительстве от любых неприятностей посредством произнесения фразы «Я прибегаю к Аллаху за помощью» (أَعُوذُ بِٱللَّٰهِ — ʾаʿӯз̱у би-лла̄һ).
Полная версия — «Прибегаю к Аллаху за помощью от шайтана, побиваемого камнями» (أَعُوذُ بِٱللَّٰهِ مِنَ ٱلشَّيْطَانِ ٱلرَّجِيمِ ʾаʿӯз̱у би-лла̄һи мина ш-шайт̣а̄ни р-раджӣм).
Расширенная версия — «Прибегаю к Аллаху, Слышащему, Знающему, за помощью от шайтана, побиваемого камнями» (أَعُوذُ بِٱللَّٰهِ ٱلسَّمِيعِ ٱلْعَلِيمِ مِنَ ٱلشَّيْطَانِ ٱلرَّجِيمِ ʾаʿӯз̱у би-лла̄һи с-самӣʿи ль-ʿалӣм, мина ш-шайт̣а̄ни р-раджӣм).

## Цитаты
Скажи: «Прибегаю к защите Господа рассвета ۝ от зла того, что Он сотворил, ۝ от зла мрака, когда он наступает,  ۝ от зла колдуний, поплёвывающих на узлы,  ۝ от зла завистника, когда он завидует».
Оригинальный текст (ар.)قُلْ أَعُوذُ بِرَبِّ ٱلْفَلَقِ ۝١ مِن شَرِّ مَا جَلَقَ ۝٢ وَمِن شَرِّ غَاسِقٍ إِذَا وَقَبَ ۝٣ وَمِن شَرِّ ٱلنَّفَّـٰثَـٰتِ فِى ٱلْعُقَدِ ۝٤ وَمِن شَرِّ حَاسِدٍ إِذَا حَسَدَ ۝٥—  113:1—5 (Кулиев)
- «Аль-Истиаза — поиск прибежища, защиты, уберегание» (Сулейман ибн Абдуллах)[2]
- «Аль-Истиаза — это прибегание за убежищем к Аллаху и становление под его покровительство от зла каждого обладателя зла» (Ибн Касир)[3]